# Universitat Nacional de Ruanda
La Universitat Nacional de Ruanda (kinyarwanda Kaminuza nkuru y’u Rwanda, francès Université nationale du Rwanda) era la més gran universitat de Ruanda. Era situada a la ciutat de Butare i va ser creada en 1963 pel govern en cooperació amb la Congregació dels Dominics de la Província de Quebec (Canadà). El seu fundador i primer rector fou el pare Georges-Henri Lévesque. En 2013, junt amb totes les institucions públiques d'ensenyament superior de Ruanda, es van fusionar en la nova Universitat de Ruanda.

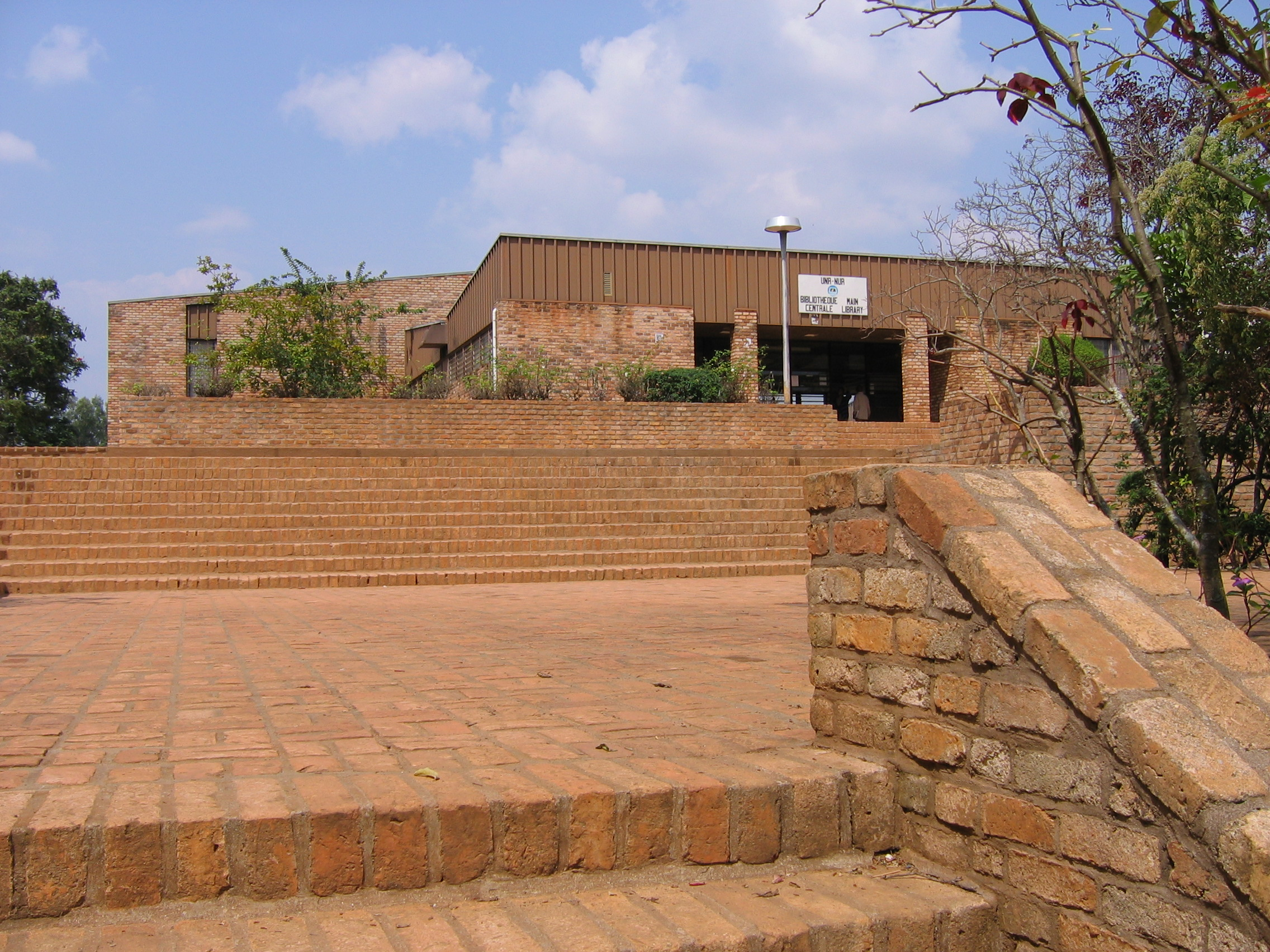
La biblioteca de la Universitat, 2004

Quan es va establir, la UNR tenia tres divisions, 51 estudiants i 16 professors. La universitat va patir greus fites durant el genocidi ruandès i va haver de tancar el 1994, fins que es va tornar a obrir a l'abril de 1995. En aquest moment es va introduir l'anglès com a mitjà d'instrucció juntament amb el francès. En 2011 tenia uns 11.000 alumnes.

## Antics professors
- François Bart, geògraf francès
- Pierre Crépeau, antropòleg quebequès
- Bernard Lugan, historiador francès
- Jean Damascène Nduwayezu, escriptor i polític
- Augustin Ngirabatware, polític
- Jean Damascène Ntawukuriryayo, polític
- Emmanuel Ntezimana, historiador
- François Woukoache, realitzador camerunès

## Antics alumnes
- Pierre Nkurunziza, President de Burundi
- Bernard Makuza, President del Senat de Ruanda
- Édouard Ngirente, Primer Ministre de Ruanda
- Pasteur Bizimungu, President de Rwanda de 1994 a 2000
- Cyprien Ntaryamira, antic President de Burundi assassinat amb el President Habyarimana Juvenal en 1994
- Domitien Ndayizeye, President de Burundi, 2003–2005
- Dr Pierre Habumuremyi, antic Primer Ministre de Ruanda
- Jean Damascène Ntawukuliryayo, membre del Senat ruandès
- Louise Mushikiwabo, ministra d'afers exteriors de Ruanda
- Vincent Biruta, ministra de medi ambient de Ruanda
- Rose Mukantabana, primera portaveu del parlament ruandès
- Koulsy Lamko, poeta i novel·lista nascut al Txad
- Pauline Nyiramasuhuko, antiga ministra i condemnada pel TPIR